# Kościelnik (województwo dolnośląskie)
Kościelnik (niem. Holzkirch) – wieś w Polsce położona w województwie dolnośląskim, w powiecie lubańskim, w gminie Lubań. 

## Położenie
Kościelnik to wieś o długości około 2,2 km leżąca na Pogórzu Izerskim, na lewym brzegu Kwisy, między Lubaniem na północy i Kościelnikami Dolnymi na południu, na wysokości około 210–220 m n.p.m.

## Podział administracyjny
W latach 1945–1954 siedziba gminy Kościelnik. W latach 1975–1998 miejscowość administracyjnie należała do województwa jeleniogórskiego.

## Zabytki
Do wojewódzkiego rejestru zabytków wpisane są obiekty:
- kościół ewangelicki, obecnie rzymskokatolicki pw. św. Jana Chrzciciela, z XVIII w.
- cmentarz ewangelicki, obecnie katolicki, przy kościele, z XIV w., XVIII w.
- park pałacowy, z drugiej połowy XIX w.